# Bishopstoke
Bishopstoke är en ort och civil parish i Storbritannien.   Den ligger i grevskapet Hampshire och riksdelen England, i den södra delen av landet, 100 km sydväst om huvudstaden London. Bishopstoke ligger 11 meter över havet och antalet invånare är 17 667.
Terrängen runt Bishopstoke är huvudsakligen platt. Bishopstoke ligger nere i en dal. Runt Bishopstoke är det ganska tätbefolkat, med 172 invånare per kvadratkilometer. Närmaste större samhälle är Southampton, 8,7 km sydväst om Bishopstoke. Trakten runt Bishopstoke består till största delen av jordbruksmark.